# Ecología teórica

Los modelos matemáticos desarrollados en ecología teórica predicen que las redes alimentarias complejas son menos estables que las redes simples.

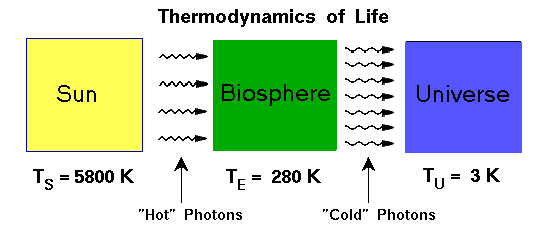
Vida en la Tierra: flujo de energía y entropía

La ecología teórica es la disciplina científica dedicada al estudio de los sistemas ecológicos utilizando métodos teóricos como modelos conceptuales simples, modelos matemáticos, simulaciones computacionales y análisis avanzado de datos. Los modelos efectivos mejoran la comprensión del mundo natural al revelar cómo la dinámica de las poblaciones de especies a menudo se basa en condiciones y procesos biológicos fundamentales. Además, el campo tiene como objetivo unificar una amplia gama de observaciones empíricas al suponer que los procesos mecanicistas comunes generan fenómenos observables a través de especies y entornos ecológicos. Con base en suposiciones biológicamente realistas, los ecólogos teóricos pueden descubrir nuevas ideas no intuitivas sobre los procesos naturales. Los resultados teóricos a menudo se verifican mediante estudios empíricos y observacionales, que revelan el poder de los métodos teóricos para predecir y comprender el mundo biológico ruidoso y diverso.
El campo es amplio e incluye fundamentos en matemática aplicada, informática, biología, física estadística, genética, química, evolución y biología de la conservación. La ecología teórica tiene como objetivo explicar una amplia gama de fenómenos en las ciencias de la vida, como el crecimiento y la dinámica de poblaciones, la pesca, la competencia, la teoría evolutiva, la epidemiología, el comportamiento animal y la dinámica de grupos, redes alimentarias, ecosistemas, ecología espacial y los efectos del cambio climático.
La ecología teórica se ha beneficiado además del advenimiento de la potencia informática, que permite el análisis y la visualización de simulaciones computacionales a gran escala de fenómenos ecológicos. Es importante destacar que estas herramientas modernas proporcionan predicciones cuantitativas sobre los efectos del cambio ambiental inducido por el hombre en una variedad diversa de fenómenos ecológicos, tales como: invasiones de especies, cambio climático, el efecto de la pesca y la caza en la estabilidad de la red alimentaria y el ciclo global del carbono.

## Enfoques de modelado
Como en la mayoría de las otras ciencias, los modelos matemáticos forman la base de la teoría ecológica moderna.
- Modelos fenomenológicos: destilen las formas funcionales y distribucionales de los patrones observados en los datos, o los investigadores deciden las funciones y la distribución que son lo suficientemente flexibles para coincidir con los patrones que ellos u otros (ecólogos de campo o experimentales) han encontrado en el campo o mediante la experimentación.[3]
- Modelos mecanicistas: modelan los procesos subyacentes directamente, con funciones y distribuciones que se basan en razonamientos teóricos sobre procesos ecológicos de interés.[3]

Los modelos ecológicos pueden ser deterministas o estocásticos.
- Los modelos deterministas siempre evolucionan de la misma forma desde un punto de partida determinado.[4] Representan el comportamiento promedio esperado de un sistema, pero carecen de variación aleatoria. Muchos modelos de dinámica de sistemas son deterministas.
- Los modelos estocásticos permiten el modelado directo de las perturbaciones aleatorias que subyacen a los sistemas ecológicos del mundo real. Los modelos de cadena de Markov son estocásticos.

Las especies se pueden modelar en tiempo continuo o discreto.
- El tiempo continuo se modela mediante ecuaciones diferenciales.
- El tiempo discreto se modela utilizando ecuaciones en recurrencias. Estos modelos de procesos ecológicos que pueden describirse como que ocurren en pasos de tiempo discretos. El álgebra matricial se utiliza a menudo para investigar la evolución de poblaciones estructuradas por edad o estructuradas por etapas. La matriz de Leslie, por ejemplo, representa matemáticamente el cambio de tiempo discreto de una población estructurada por edad.[6][7][8]

Los modelos se utilizan a menudo para describir procesos de reproducción ecológica reales de una o varias especies. Estos se pueden modelar mediante procesos de ramificación estocásticos. Algunos ejemplos son la dinámica de las poblaciones que interactúan (competencia por depredación y mutualismo), que, dependiendo de la especie de interés, puede modelarse mejor en un tiempo continuo o discreto. Se pueden encontrar otros ejemplos de tales modelos en el campo de la epidemiología matemática, donde las relaciones dinámicas que se modelarán son las interacciones huésped-patógeno.

Diagrama de bifurcación del mapa logístico

La teoría de la bifurcación se usa para ilustrar cómo pequeños cambios en los valores de los parámetros pueden dar lugar a resultados a largo plazo dramáticamente diferentes, un hecho matemático que puede usarse para explicar las diferencias ecológicas drásticas que se producen en sistemas cualitativamente muy similares. Los mapas logísticos son mapeos polinomiales y, a menudo, se citan como ejemplos arquetípicos de cómo el comportamiento caótico puede surgir de ecuaciones dinámicas no lineales muy simples. Los mapas fueron popularizados en un artículo fundamental de 1976 por el ecologista teórico Robert May. La ecuación de diferencia está destinada a capturar los dos efectos de la reproducción y el hambre.
En 1930, R. A. Fisher publicó su clásico La teoría genética de la selección natural, que introdujo la idea de que la aptitud dependiente de la frecuencia aporta un aspecto estratégico a la evolución, donde los beneficios para un organismo en particular, que surgen de la interacción de todos los organismos relevantes, son el número de descendientes viables de este organismo. En 1961, Richard Lewontin aplicó la teoría de juegos a la biología evolutiva en su Evolution and the Theory of Games, seguido de cerca por John Maynard Smith, quien en su artículo seminal de 1972, "Game Theory and the Evolution of Fighting", definió el concepto de estrategia evolutivamente estable.
Debido a que los sistemas ecológicos son típicamente no lineales, a menudo no se pueden resolver analíticamente y para obtener resultados sensibles, se deben utilizar técnicas no lineales, estocásticas y computacionales. Una clase de modelos computacionales que se está volviendo cada vez más popular son los modelos basados en agentes. Estos modelos pueden simular las acciones e interacciones de organismos múltiples y heterogéneos donde las técnicas analíticas más tradicionales son inadecuadas. La ecología teórica aplicada produce resultados que se utilizan en el mundo real. Por ejemplo, la teoría de la captura óptima se basa en técnicas de optimización desarrolladas en economía, informática e investigación de operaciones, y se utiliza ampliamente en la pesca.

## Ecología poblacional
La ecología de poblaciones es un subcampo de la ecología que se ocupa de la dinámica de las poblaciones de especies y cómo estas poblaciones interactúan con el medio ambiente. Es el estudio de cómo el tamaño de la población de especies que viven juntas en grupos cambia a lo largo del tiempo y el espacio, y fue uno de los primeros aspectos de la ecología que se estudió y modeló matemáticamente.

### Crecimiento exponencial
La forma más básica de modelar la dinámica de la población es asumir que la tasa de crecimiento de una población depende únicamente del tamaño de la población en ese momento y de la tasa de crecimiento per cápita del organismo. En otras palabras, si el número de individuos en una población en un tiempo t, es N (t), entonces la tasa de crecimiento de la población viene dada por:
{\displaystyle {\frac {dN(t)}{dt}}=rN(t)}
donde r es la tasa de crecimiento per cápita, o la tasa de crecimiento intrínseca del organismo. También se puede describir como r = bd, donde byd son las tasas de natalidad y mortalidad invariantes en el tiempo per cápita, respectivamente. Esta ecuación diferencial lineal de primer orden se puede resolver para producir la solución
{\displaystyle N(t)=N(0)\ e^{rt}} ,
una trayectoria conocida como crecimiento maltusiano, en honor a Thomas Malthus, quien describió por primera vez su dinámica en 1798. Una población que experimenta un crecimiento maltusiano sigue una curva exponencial, donde N (0) es el tamaño de la población inicial. La población crece cuando r> 0 y disminuye cuando r <0. El modelo es más aplicable en los casos en que unos pocos organismos han comenzado una colonia y están creciendo rápidamente sin limitaciones o restricciones que impidan su crecimiento (por ejemplo, bacterias inoculadas en medios ricos).

### Crecimiento logístico
El modelo de crecimiento exponencial hace una serie de suposiciones, muchas de las cuales a menudo no se cumplen. Por ejemplo, muchos factores afectan la tasa de crecimiento intrínseca y, a menudo, no es invariante en el tiempo. Una simple modificación del crecimiento exponencial es asumir que la tasa de crecimiento intrínseco varía con el tamaño de la población. Esto es razonable: cuanto mayor sea el tamaño de la población, menos recursos disponibles, lo que puede resultar en una tasa de natalidad más baja y una tasa de mortalidad más alta. Por lo tanto, podemos reemplazar la r invariante en el tiempo con r'(t) = (b –a*N(t)) - (d+c*N(t)), donde a y c son constantes que modulan el nacimiento y la muerte tasas de una manera dependiente de la población (por ejemplo, competencia intraespecífica). Tanto a y c dependerán de otros factores ambientales que, por ahora, podemos asumir que son constantes en este modelo aproximado. La ecuación diferencial es ahora:
{\displaystyle {\frac {dN(t)}{dt}}=((b-aN(t))-(d-cN(t)))N(t)}
Esto se puede reescribir como:
{\displaystyle {\frac {dN(t)}{dt}}=rN(t)\left(1-{\frac {N}{K}}\right)}
donde r = bd y K = (b - d)/(a + c).
El significado biológico de K se hace evidente cuando se consideran las estabilidades de los equilibrios del sistema. La constante K es la capacidad de carga de la población. Los equilibrios del sistema son N = 0 y N = K. Si el sistema está linealizado, se puede ver que N = 0 es un equilibrio inestable mientras que K es un equilibrio estable.

### Crecimiento poblacional estructurado
Otro supuesto del modelo de crecimiento exponencial es que todos los individuos dentro de una población son idénticos y tienen las mismas probabilidades de sobrevivir y reproducirse. Esta no es una suposición válida para especies con historias de vida complejas. El modelo de crecimiento exponencial se puede modificar para tener en cuenta esto, mediante el seguimiento del número de individuos en diferentes clases de edad (por ejemplo, uno, dos y tres años de edad) o diferentes clases de etapas (juveniles, subadultos y adultos) por separado y permitiendo que los individuos de cada grupo tengan sus propias tasas de supervivencia y reproducción. La forma general de este modelo es
{\displaystyle \mathbf {N} _{t+1}=\mathbf {L} \mathbf {N} _{t}}
donde Nt es un vector del número de individuos en cada clase en el momento t y L es una matriz que contiene la probabilidad de supervivencia y la fecundidad para cada clase. La matriz L se denomina matriz de Leslie para los modelos estructurados por edad y matriz de Lefkovitch para los modelos estructurados por etapas.
Si los valores de los parámetros en L se estiman a partir de datos demográficos sobre una población específica, se puede usar un modelo estructurado para predecir si se espera que esta población crezca o disminuya a largo plazo, y cuál será la distribución de edad esperada dentro de la población. Esto se ha hecho para varias especies, incluidas las tortugas bobas y las ballenas francas.

## Ecología comunitaria
Una comunidad ecológica es un grupo de especies simpátricas tróficamente similares que, real o potencialmente, compiten en un área local por los mismos o similares recursos. Las interacciones entre estas especies constituyen los primeros pasos en el análisis de dinámicas más complejas de los ecosistemas. Estas interacciones dan forma a la distribución y dinámica de las especies. De estas interacciones, la depredación es una de las actividades poblacionales más extendidas. En su sentido más general, la depredación comprende las interacciones depredador-presa, huésped-patógeno y huésped-parasitoide.

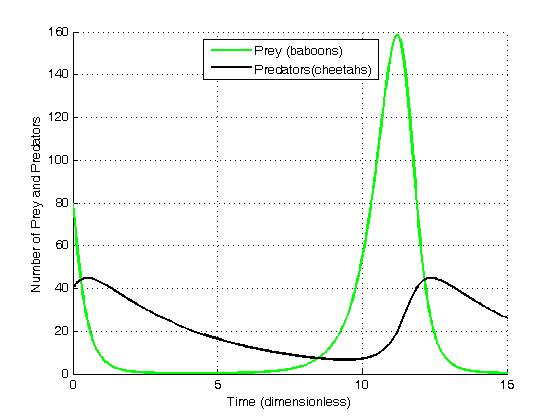
Modelo Lotka-Volterra de interacciones entre guepardos y babuinos. Comenzando con 80 babuinos (verdes) y 40 guepardos, este gráfico muestra cómo el modelo predice que el número de dos especies progresará con el tiempo.

### Interacción depredador-presa
Las interacciones depredador-presa exhiben oscilaciones naturales en las poblaciones tanto del depredador como de la presa. En 1925, el matemático estadounidense Alfred J. Lotka desarrolló ecuaciones simples para las interacciones depredador-presa en su libro sobre biomatemáticas. Al año siguiente, el matemático italiano Vito Volterra, realizó un análisis estadístico de las capturas de peces en el Adriático y desarrolló de forma independiente las mismas ecuaciones. Es uno de los primeros y más reconocidos modelos ecológicos, conocido como modelo Lotka-Volterra:
{\displaystyle {\frac {dN(t)}{dt}}=N(t)(r-\alpha P(t))}
{\displaystyle {\frac {dP(t)}{dt}}=P(t)(c\alpha N(t)-d)}
donde N es la presa y P es el tamaño de la población de depredadores, r es la tasa de crecimiento de la presa, que se considera exponencial en ausencia de depredadores, α es la tasa de mortalidad de presas por depredación per cápita (también llamada 'tasa de ataque'), c es la eficiencia de conversión de presa en depredador, y d es la tasa de muerte exponencial de depredadores en ausencia de presa.
Volterra usó originalmente el modelo para explicar las fluctuaciones en las poblaciones de peces y tiburones después de que la pesca se redujo durante la Primera Guerra Mundial. Sin embargo, las ecuaciones se han aplicado posteriormente de manera más general. Otros ejemplos de estos modelos incluyen el modelo Lotka-Volterra de la liebre americana y el lince canadiense en América del Norte, cualquier modelo de enfermedades infecciosas como el reciente brote de SARS y el control biológico de la escama roja de California mediante la introducción de su parasitoide, Aphytis melinus.
Una alternativa simple y creíble al modelo de depredador-presa de Lotka-Volterra y sus generalizaciones dependientes de presas comunes es el modelo dependiente de la relación o modelo de Arditi-Ginzburg. Los dos son los extremos del espectro de modelos de interferencia de depredadores. Según los autores de la visión alternativa, los datos muestran que las verdaderas interacciones en la naturaleza están tan lejos del extremo Lotka-Volterra en el espectro de interferencia que el modelo simplemente puede descartarse como incorrecto. Están mucho más cerca del extremo dependiente de la relación, por lo que si se necesita un modelo simple, se puede usar el modelo de Arditi-Ginzburg como primera aproximación.

### Interacción huésped-patógeno
La segunda interacción, la del huésped y el patógeno, se diferencia de las interacciones depredador-presa en que los patógenos son mucho más pequeños, tienen tiempos de generación mucho más rápidos y requieren un huésped para reproducirse. Por lo tanto, en los modelos hospedante-patógeno solo se rastrea la población del hospedador. Se utilizan habitualmente modelos compartimentales, que clasifican la población de huéspedes en grupos como susceptibles, infectados y recuperados (SIR).

### Interacción huésped-parasitoide
La tercera interacción, la del hospedador y el parasitoide, puede analizarse mediante el modelo de Nicholson-Bailey, que se diferencia de los modelos Lotka-Volterra y SIR en que es discreto en el tiempo. Este modelo, como el de Lotka-Volterra, rastrea explícitamente a ambas poblaciones. Normalmente, en su forma general, dice:
{\displaystyle N_{t+1}=\lambda \ N_{t}\ [1-f(N_{t},P_{t})]}
{\displaystyle P_{t+1}=c\ N_{t}\ f(N_{t},p_{t})}
donde f (N t, P t) describe la probabilidad de infección (típicamente, distribución de Poisson), λ es la tasa de crecimiento per cápita de huéspedes en ausencia de parasitoides, yc es la eficiencia de conversión, como en Lotka-Volterra modelo.

### Competencia y mutualismo
En estudios de las poblaciones de dos especies, el sistema de ecuaciones de Lotka-Volterra se ha utilizado ampliamente para describir la dinámica del comportamiento entre dos especies, N1 y N2. Los ejemplos incluyen las relaciones entre D. discoiderum y E. coli, así como el análisis teórico del comportamiento del sistema.
{\displaystyle {\frac {dN_{1}}{dt}}={\frac {r_{1}N_{1}}{K_{1}}}\left(K_{1}-N_{1}+\alpha _{12}N_{2}\right)}
{\displaystyle {\frac {dN_{2}}{dt}}={\frac {r_{2}N_{2}}{K_{2}}}\left(K_{2}-N_{2}+\alpha _{21}N_{1}\right)}
Los coeficientes r dan una tasa de crecimiento "base" para cada especie, mientras que los coeficientes K corresponden a la capacidad de carga. Sin embargo, lo que realmente puede cambiar la dinámica de un sistema son los términos α. Estos describen la naturaleza de la relación entre las dos especies. Cuando α12 es negativo, significa que N2 tiene un efecto negativo sobre N1, compitiendo con él, aprovechándose de él o cualquier otra cantidad de posibilidades. Cuando α12 es positivo, sin embargo, significa que N2 tiene un efecto positivo en N1, a través de algún tipo de interacción mutualista entre los dos. Cuando tanto α12 como α21 son negativos, la relación se describe como competitiva. En este caso, cada especie le resta valor a la otra, potencialmente sobre la competencia por recursos escasos. Cuando tanto α12 como α21 son positivas, la relación se convierte en mutualismo. En este caso, cada especie aporta un beneficio a la otra, de modo que la presencia de una ayuda al crecimiento poblacional de la otra.
Consulte las ecuaciones de Competitive Lotka – Volterra para obtener más extensiones de este modelo.

### Teoría neutral
La teoría neutral unificada es una hipótesis propuesta por Stephen Hubbell en 2001. La hipótesis tiene como objetivo explicar la diversidad y abundancia relativa de especies en comunidades ecológicas, aunque al igual que otras teorías neutrales en ecología, la hipótesis de Hubbell asume que las diferencias entre los miembros de una comunidad ecológica de especies tróficamente similares son "neutrales" o irrelevantes para su éxito. Neutralidad significa que a un nivel trófico dado en una red trófica, las especies son equivalentes en tasas de natalidad, tasas de mortalidad, tasas de dispersión y tasas de especiación, cuando se miden sobre una base per cápita. Esto implica que la biodiversidad surge de forma aleatoria, ya que cada especie sigue una caminata aleatoria. Esto puede considerarse una hipótesis nula para la teoría de nichos. La hipótesis ha suscitado controversia y algunos autores la consideran una versión más compleja de otros modelos nulos que se ajustan mejor a los datos.
Según la teoría neutral unificada, se permiten interacciones ecológicas complejas entre los individuos de una comunidad ecológica (como la competencia y la cooperación), siempre que todos los individuos obedezcan las mismas reglas. Los fenómenos asimétricos como el parasitismo y la depredación están descartados por los términos de referencia; pero se permiten estrategias cooperativas como el enjambre y la interacción negativa como competir por comida o luz limitada, siempre que todos los individuos se comporten de la misma manera. La teoría hace predicciones que tienen implicaciones para la gestión de la biodiversidad, especialmente la gestión de especies raras. Predice la existencia de una constante fundamental de biodiversidad, escrita convencionalmente θ, que parece gobernar la riqueza de especies en una amplia variedad de escalas espaciales y temporales.
Hubbell se basó en conceptos neutrales anteriores, incluida la teoría de la biogeografía de islas de MacArthur & Wilson y los conceptos de simetría y modelos nulos de Gould.

## Ecología espacial

### Biogeografía
La biogeografía es el estudio de la distribución de especies en el espacio y el tiempo. Su objetivo es revelar dónde viven los organismos, en qué abundancia y por qué se encuentran (o no) en una determinada área geográfica.
La biogeografía se observa con más atención en las islas, lo que ha llevado al desarrollo de la subdisciplina de la biogeografía insular. Estos hábitats suelen ser áreas de estudio más manejables porque están más condensados que los ecosistemas más grandes del continente. En 1967, Robert MacArthur y E. O. Wilson publicaron The Theory of Island Biogeography. Esto mostró que la riqueza de especies en un área podría predecirse en términos de factores como el área del hábitat, la tasa de inmigración y la tasa de extinción. La teoría se considera uno de los fundamentos de la teoría ecológica. La aplicación de la teoría de la biogeografía de las islas a los fragmentos de hábitat estimuló el desarrollo de los campos de la biología de la conservación y la ecología del paisaje.

#### Teoría de la selección r/K
Un concepto de ecología de poblaciones es la teoría de selección r/K, uno de los primeros modelos predictivos en ecología utilizado para explicar la evolución de la historia de vida. La premisa detrás del modelo de selección r/K es que las presiones de selección natural cambian de acuerdo con la densidad de población. Por ejemplo, cuando se coloniza una isla por primera vez, la densidad de individuos es baja. El aumento inicial en el tamaño de la población no está limitado por la competencia, dejando una abundancia de recursos disponibles para un rápido crecimiento de la población. Estas primeras fases del crecimiento de la población experimentan fuerzas de selección natural independientes de la densidad, lo que se denomina selección r. A medida que la población aumenta, se acerca a la capacidad de carga de la isla, lo que obliga a las personas a competir más fuertemente por menos recursos disponibles. En condiciones de hacinamiento, la población experimenta fuerzas de selección natural dependientes de la densidad, llamadas selección-K.

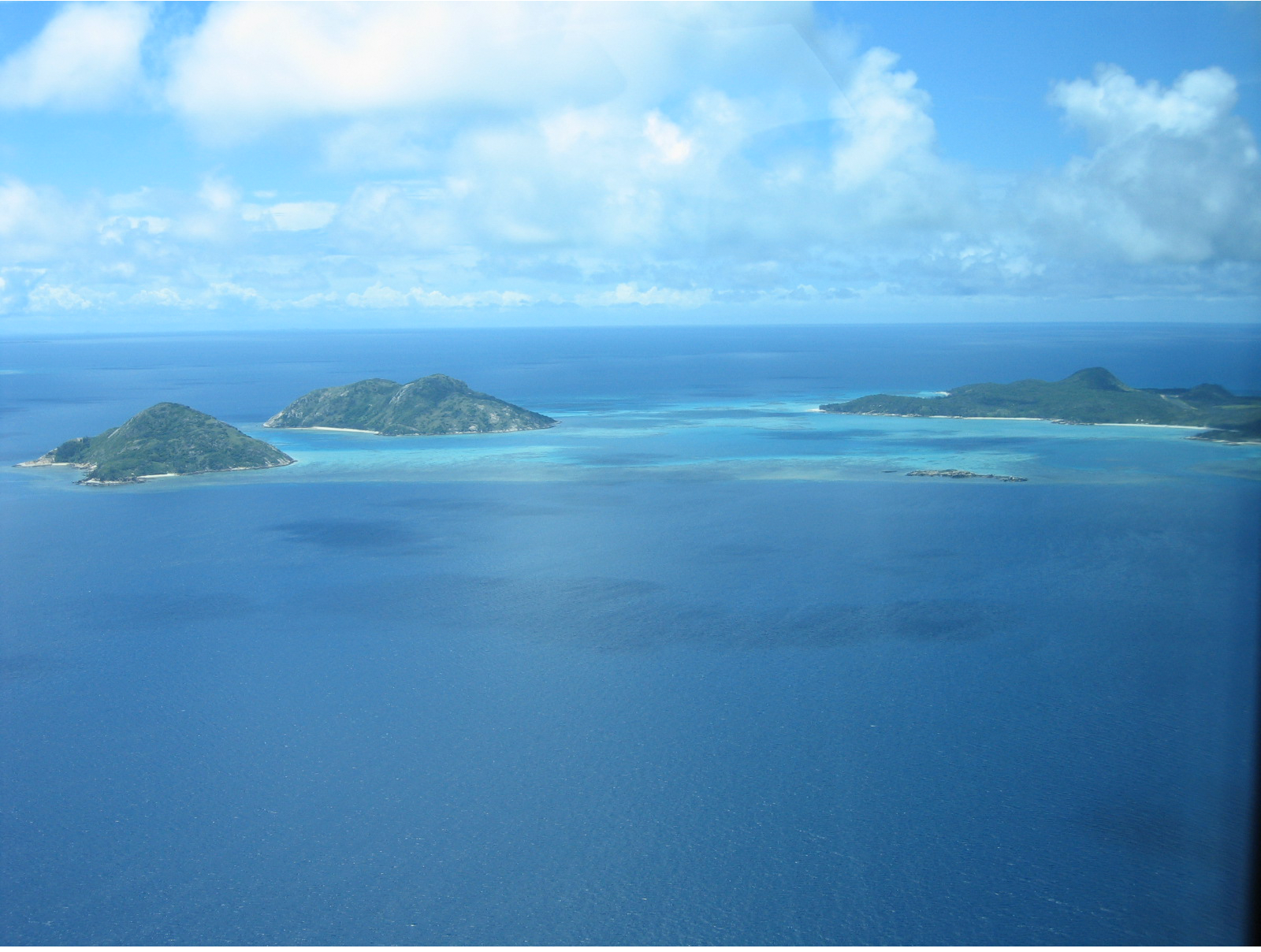
La diversidad y la contención de los sistemas de arrecifes de coral los convierten en buenos sitios para probar teorías de nicho y neutrales.

### Metapoblaciones
El análisis espacial de los sistemas ecológicos a menudo revela que los supuestos que son válidos para poblaciones espacialmente homogéneas, y de hecho, intuitivos, pueden dejar de ser válidos cuando se consideran las subpoblaciones migratorias que se mueven de un parche a otro.  En una formulación simple de una especie, una subpoblación puede ocupar un parche, moverse de un parche a otro parche vacío o morir dejando un parche vacío. En tal caso, la proporción de parcelas ocupadas puede representarse como
{\displaystyle {\frac {dp}{dt}}=mp(1-p)-ep}
donde m es la tasa de colonización ye es la tasa de extinción. En este modelo, si e<m, el valor de estado estable de p es 1 - (e/m) mientras que en el otro caso, todos los parches eventualmente se dejarán vacíos. Este modelo puede hacerse más complejo mediante la adición de otra especie de varias formas diferentes, que incluyen, entre otras, enfoques de teoría de juegos, interacciones depredador-presa, etc. Consideraremos aquí una extensión del sistema anterior de una especie por simplicidad. Denotemos la proporción de parcelas ocupadas por la primera población como p1, y la de la segunda como p2. Luego,
{\displaystyle {\frac {dp_{1}}{dt}}=m_{1}p_{1}(1-p_{1})-ep_{1}}
{\displaystyle {\frac {dp_{2}}{dt}}=m_{2}p_{2}(1-p_{1}-p_{2})-ep_{2}-mp_{1}p_{2}}
En este caso, si e es demasiado alto, p1 y p2 serán cero en estado estable. Sin embargo, cuando la tasa de extinción es moderada, p1 y p2 pueden coexistir de manera estable. El valor de estado estable de p2 está dado por
{\displaystyle p_{2}^{*}={\frac {e}{m_{1}}}-{\frac {m_{1}}{m_{2}}}}
(p*1 puede inferirse por simetría). Si e es cero, la dinámica del sistema favorece a la especie que mejor coloniza (es decir, tiene el valor m más alto). Esto lleva a un resultado muy importante en la ecología teórica conocido como Hipótesis de la perturbación intermedia, donde la biodiversidad (el número de especies que coexisten en la población) se maximiza cuando la perturbación (de la cual e es un proxy aquí) no es demasiado alta o demasiado bajo, pero en niveles intermedios.
La forma de las ecuaciones diferenciales utilizadas en este enfoque de modelado simplista puede modificarse. Por ejemplo:
1. La colonización puede depender de p linealmente (m* (1-p)) en oposición al régimen m*p*(1-p) no lineal descrito anteriormente. Este modo de replicación de una especie se llama "lluvia de propágulos", donde hay una abundancia de nuevos individuos que ingresan a la población en cada generación. En tal escenario, el estado estacionario donde la población es cero suele ser inestable.[44]
2. La extinción puede depender no linealmente de p (e*p*(1-p)) en oposición al régimen lineal (e*p) descrito anteriormente. Esto se conoce como el "efecto de rescate" y, nuevamente, es más difícil llevar a una población a la extinción bajo este régimen.

El modelo también puede extenderse a combinaciones de las cuatro posibles dependencias lineales o no lineales de colonización y extinción en p se describen con más detalle en.

## Ecología del ecosistema
La introducción de nuevos elementos, ya sean bióticos o abióticos, en los ecosistemas puede resultar perjudicial. En algunos casos, conduce al colapso ecológico, cascadas tróficas y la muerte de muchas especies dentro del ecosistema. La noción abstracta de salud ecológica intenta medir la robustez y la capacidad de recuperación de un ecosistema; es decir, qué tan lejos está el ecosistema de su estado estable. A menudo, sin embargo, los ecosistemas se recuperan de un agente disruptivo. La diferencia entre colapso o rebote depende de la toxicidad del elemento introducido y la resiliencia del ecosistema original.
Si los ecosistemas se rigen principalmente por procesos estocásticos, a través de los cuales su estado posterior estaría determinado por acciones predecibles y aleatorias, pueden ser más resistentes a cambios repentinos que cada especie individualmente. En ausencia de un equilibrio de la naturaleza, la composición de especies de los ecosistemas sufriría cambios que dependerían de la naturaleza del cambio, pero el colapso ecológico completo probablemente sería eventos poco frecuentes. En 1997, Robert Ulanowicz utilizó herramientas de la teoría de la información para describir la estructura de los ecosistemas, enfatizando la información mutua (correlaciones) en los sistemas estudiados. Sobre la base de esta metodología y observaciones anteriores de ecosistemas complejos, Ulanowicz representa enfoques para determinar los niveles de estrés en los ecosistemas y la predicción de reacciones del sistema de tipos definidos de alteración en sus ajustes (tales como el aumento o la reducción del flujo de energía, y la eutrofización.
Ecopath es un paquete de software de modelado de ecosistemas gratuito, inicialmente desarrollado por NOAA, y ampliamente utilizado en la gestión pesquera como una herramienta para modelar y visualizar las complejas relaciones que existen en los ecosistemas marinos del mundo real.

### Redes alimentarias
Las redes tróficas proporcionan un marco dentro del cual se puede organizar una red compleja de interacciones depredador-presa. Un modelo de red alimentaria es una red de cadenas alimentarias. Cada cadena alimentaria comienza con un productor primario o autótrofo, un organismo, como una planta, que puede fabricar su propio alimento. El siguiente en la cadena es un organismo que se alimenta del productor primario, y la cadena continúa de esta manera como una cadena de depredadores sucesivos. Los organismos de cada cadena se agrupan en niveles tróficos, según la cantidad de eslabones que se eliminan de los productores primarios. La longitud de la cadena, o nivel trófico, es una medida del número de especies que se encuentran a medida que la energía o los nutrientes se mueven de las plantas a los principales depredadores. La energía alimentaria fluye de un organismo a otro y al siguiente, y así sucesivamente, perdiéndose algo de energía en cada nivel. En un nivel trófico dado puede haber una especie o un grupo de especies con los mismos depredadores y presas.
En 1927, Charles Elton publicó una influyente síntesis sobre el uso de las redes tróficas, que resultó en que se convirtieran en un concepto central en ecología. En 1966, el interés por las redes alimentarias aumentó después del estudio experimental y descriptivo de las costas intermareales de Robert Paine, lo que sugiere que la complejidad de la red alimentaria era clave para mantener la diversidad de especies y la estabilidad ecológica. Muchos ecólogos teóricos, incluidos Sir Robert May y Stuart Pimm, se sintieron motivados por este descubrimiento y otros a examinar las propiedades matemáticas de las redes tróficas. Según sus análisis, las redes tróficas complejas deberían ser menos estables que las redes tróficas simples. La aparente paradoja entre la complejidad de las redes alimentarias observada en la naturaleza y la fragilidad matemática de los modelos de redes alimentarias es actualmente un área de intenso estudio y debate. La paradoja puede deberse en parte a diferencias conceptuales entre la persistencia de una red alimentaria y la estabilidad equilibrada de una red alimentaria.

### Ecología de sistemas
La ecología de sistemas puede verse como una aplicación de la teoría general de sistemas a la ecología. Adopta un enfoque holístico e interdisciplinario para el estudio de los sistemas ecológicos y, en particular, los ecosistemas. La ecología de sistemas se preocupa especialmente por la forma en que las intervenciones humanas pueden influir en el funcionamiento de los ecosistemas. Al igual que otros campos de la ecología teórica, utiliza y amplía conceptos de la termodinámica y desarrolla otras descripciones macroscópicas de sistemas complejos. También tiene en cuenta los flujos de energía a través de los diferentes niveles tróficos en las redes ecológicas. La ecología de sistemas también considera la influencia externa de la economía ecológica, que por lo general no se considera en la ecología de ecosistemas. En su mayor parte, la ecología de sistemas es un subcampo de la ecología de ecosistemas.

## Ecofisiología
Este es el estudio de como "el ambiente, tanto físico como biológico, interactúa con la fisiología de un organismo. Incluye los efectos del clima y los nutrientes en los procesos fisiológicos tanto en plantas como en animales, y tiene un enfoque particular en cómo los procesos fisiológicos escalan con el tamaño del organismo".

## Ecología del comportamiento

### Comportamiento de enjambre

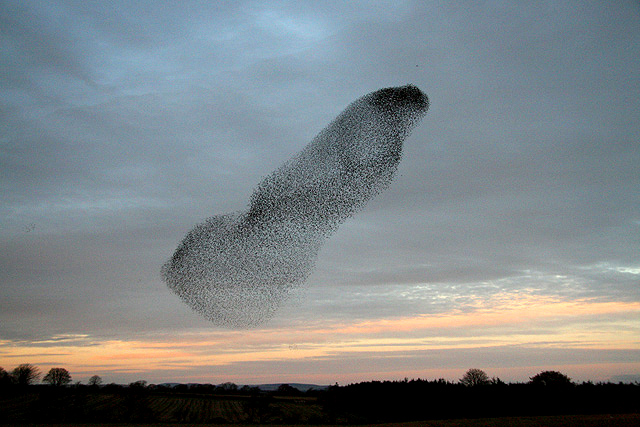
Las bandadas de pájaros pueden cambiar abruptamente su dirección al unísono y luego, con la misma rapidez, tomar la decisión unánime de aterrizar.

El comportamiento de enjambre es un comportamiento colectivo exhibido por animales de tamaño similar que se agregan, tal vez dando vueltas en el mismo lugar o tal vez migrando en alguna dirección. El comportamiento de enjambre es comúnmente exhibido por insectos, pero también ocurre en bandadas de pájaros, cardúmenes de peces y comportamiento de manada de cuadrúpedos. Es un comportamiento emergente complejo que ocurre cuando los agentes individuales siguen reglas de comportamiento simples.
Recientemente, se han descubierto varios modelos matemáticos que explican muchos aspectos del comportamiento emergente. Los algoritmos de enjambre siguen un enfoque lagrangiano o un enfoque euleriano. El enfoque euleriano ve el enjambre como un campo, trabajando con la densidad del enjambre y derivando las propiedades medias del campo. Es un enfoque hidrodinámico y puede ser útil para modelar la dinámica general de grandes enjambres. Sin embargo, la mayoría de los modelos funcionan con el enfoque lagrangiano, que es un modelo basado en agentes que sigue a los agentes individuales (puntos o partículas) que forman el enjambre. Los modelos de partículas individuales pueden seguir la información sobre el rumbo y el espaciado que se pierde en el enfoque euleriano. Los ejemplos incluyen optimización de colonias de hormigas, partículas autopropulsadas y optimización de enjambres de partículas

## Ecología evolutiva
El biólogo británico Alfred Russel Wallace es conocido por proponer de forma independiente una teoría de la evolución debido a la selección natural que llevó a Charles Darwin a publicar su propia teoría. En su famoso artículo de 1858, Wallace propuso la selección natural como una especie de mecanismo de retroalimentación que mantiene a las especies y variedades adaptadas a su entorno.
La acción de este principio es exactamente como la del regulador centrífugo de la máquina de vapor, que comprueba y corrige las irregularidades casi antes de que se hagan evidentes; y de la misma manera, ninguna deficiencia desequilibrada en el reino animal puede alcanzar alguna magnitud notoria, porque se haría sentir en el primer paso, haciendo que la existencia sea difícil y la extinción casi segura que vendrá pronto.
El cibernético y antropólogo Gregory Bateson observó en la década de 1970 que, aunque lo escribió solo como un ejemplo, Wallace "probablemente había dicho lo más poderoso que se había dicho en el siglo XIX". Posteriormente, la conexión entre la selección natural y la teoría de sistemas se ha convertido en un área de investigación activa.

## Otras teorías
En contraste con las teorías ecológicas previas que consideraban que las inundaciones eran eventos catastróficos, el concepto de pulso de inundación de un río sostiene que el pulso de inundación anual es el aspecto más importante y la característica biológicamente más productiva del ecosistema de un río.

## Historia
La ecología teórica se basa en el trabajo pionero realizado por G. Evelyn Hutchinson y sus estudiantes. Los hermanos H. T. Odum y E. P. Odum son generalmente reconocidos como los fundadores de la ecología teórica moderna. Robert MacArthur llevó la teoría a la ecología comunitaria. Daniel Simberloff fue alumno de E. O. Wilson, con quien MacArthur colaboró en The Theory of Island Biogeography, un trabajo fundamental en el desarrollo de la ecología teórica.
Simberloff agregó rigor estadístico a la ecología experimental y fue una figura clave en el debate SLOSS, sobre si es preferible proteger una sola reserva grande o varias pequeñas. Esto resultó en que los partidarios de las reglas de la asamblea comunitaria de Jared Diamond defendieran sus ideas a través del Análisis de Modelo Neutral.  Simberloff también jugó un papel clave en el debate (aún en curso) sobre la utilidad de los corredores para conectar reservas aisladas.
Stephen Hubbell y Michael Rosenzweig combinaron elementos teóricos y prácticos en trabajos que extendieron la Teoría de la biogeografía de la isla de MacArthur y Wilson: Hubbell con su Teoría unificada neutral de la biodiversidad y la biogeografía y Rosenzweig con su Diversidad de especies en el espacio y el tiempo.

## Ecologistas teóricos y matemáticos
Se puede hacer una distinción tentativa entre ecologistas matemáticos, ecologistas que aplican las matemáticas a problemas ecológicos y matemáticos que desarrollan las matemáticas mismas que surgen de problemas ecológicos.

## Revistas
- The American Naturalist
- Journal of Mathematical Biology
- Journal of Theoretical Biology
- Theoretical Ecology
- Theoretical Population Biology
- Ecological Modelling

## Otras lecturas
- The classic text is Theoretical Ecology: Principles and Applications, by Angela McLean and Robert May. The 2007 edition is published by the Oxford University Press. ISBN 978-0-19-920998-9.

- Bolker BM (2008) Ecological Models and Data in R Princeton University Press. ISBN 978-0-691-12522-0.
- Case TJ (2000) An illustrated guide to theoretical ecology Oxford University Press. ISBN 978-0-19-508512-9.
- Caswell H (2000) Matrix Population Models: Construction, Analysis, and Interpretation, Sinauer, 2nd Ed. ISBN 978-0-87893-096-8.
- Edelstein-Keshet L (2005) Mathematical Models in Biology (enlace roto disponible en Internet Archive; véase el historial, la primera versión y la última). Society for Industrial and Applied Mathematics. ISBN 978-0-89871-554-5.
- Gotelli NJ (2008) A Primer of Ecology Sinauer Associates, 4th Ed. ISBN 978-0-87893-318-1.
- Gotelli NJ & A Ellison (2005) A Primer Of Ecological Statistics Sinauer Associates Publishers. ISBN 978-0-87893-269-6.
- Hastings A (1996) Population Biology: Concepts and Models Springer. ISBN 978-0-387-94853-9.
- Hilborn R & M Clark (1997) The Ecological Detective: Confronting Models with Data Princeton University Press.
- Kokko H (2007) Modelling for field biologists and other interesting people Cambridge University Press. ISBN 978-0-521-83132-1.
- Kot M (2001) Elements of Mathematical Ecology Cambridge University Press. ISBN 978-0-521-00150-2.
- Lawton JH (1999). «Are there general laws in ecology?». Oikos 84 (2): 177-192. JSTOR 3546712. doi:10.2307/3546712. Archivado desde el original el 11 de junio de 2010.
- Murray JD (2002) Mathematical Biology, Volume 1 (enlace roto disponible en Internet Archive; véase el historial, la primera versión y la última). Springer, 3rd Ed. ISBN 978-0-387-95223-9.
- Murray JD (2003) Mathematical Biology, Volume 2 Springer, 3rd Ed. ISBN 978-0-387-95228-4.
- Pastor J (2008) Mathematical Ecology of Populations and Ecosystems Wiley-Blackwell. ISBN 978-1-4051-8811-1.
- Roughgarden J (1998) Primer of Ecological Theory Prentice Hall. ISBN 978-0-13-442062-2.
- Ulanowicz R (1997) Ecology: The Ascendant Perspective Columbia University Press.

- Datos: Q7782365
- Multimedia: Theoretical ecology / Q7782365